# Electronic chart display and information system

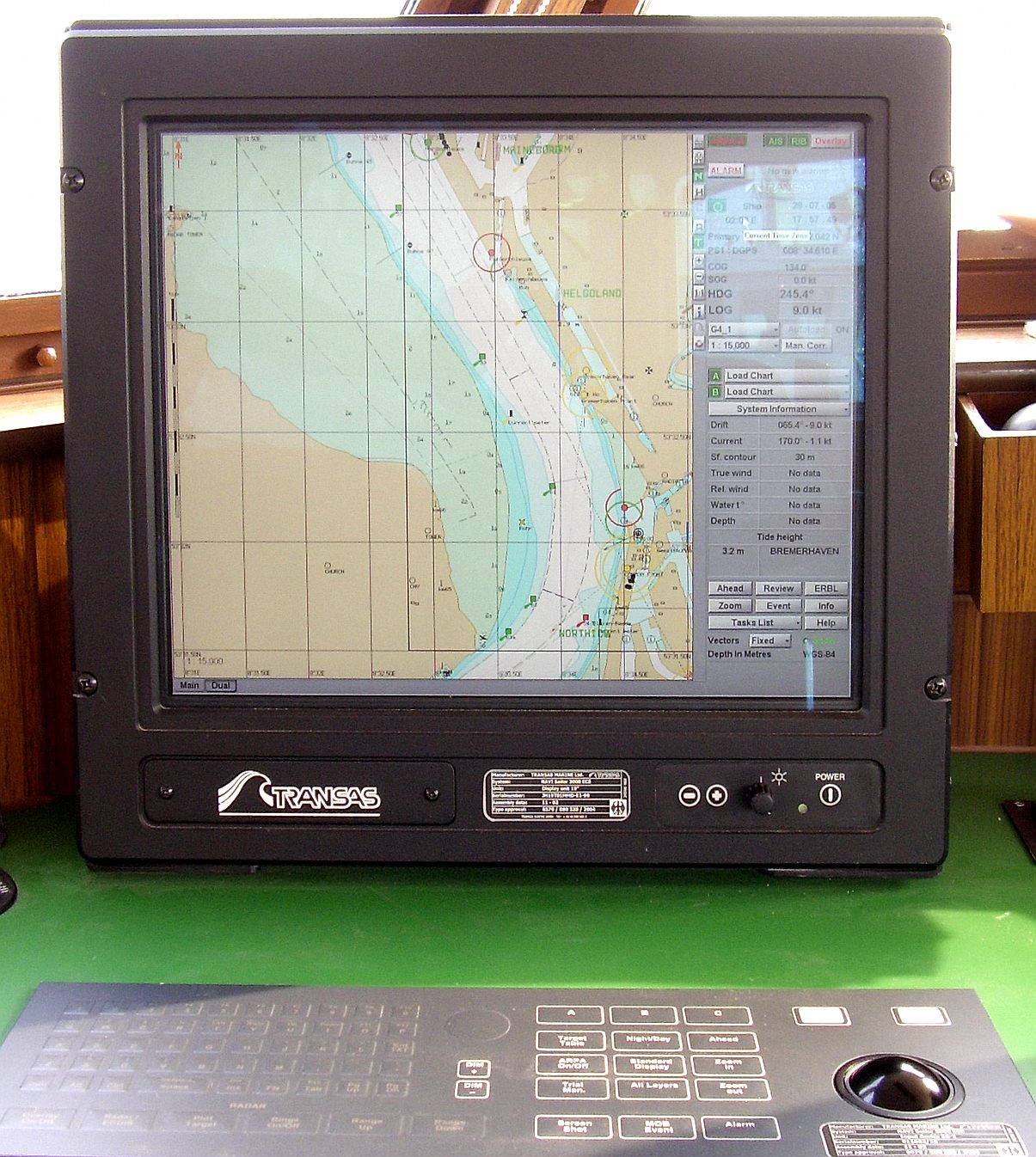
ECDIS-anläggning av fabrikat Transas.

Electronic chart display and information system, ECDIS, standard för elektroniska sjökort. Ett certifierat och godkänt ECDIS-system får ersätta användandet av papperssjökort. Ofta används akronymen ECDIS i betydelsen Electronic chart system (ECS) som är en mindre variant men som inte får ersätta användandet av papperssjökort. Både ECDIS och ECS består vanligen av en PC som matas med position, fart, kurs osv. och presenterar denna information grafiskt på ett elektroniskt sjökort. Informationen överförs vanligen enligt NMEA-standard. Vissa system stödjer även information från en radar och AIS och kan presentera dessa mål grafiskt på kartan eller projicera hela radarbilden samtidigt som kartan, sk. radar-overlay.
Ett certifierat ECDIS system måste uppfylla ett antal kriterier såsom programvara, hårdvara, installation, backup samt att man använder ENC sjökort från en officiell ENC leverantör (Primar eller British Admirality.